# Loïc Raison
Pour les articles homonymes, voir Raison (homonymie).
Loïc Raison est une marque de cidre appartenant à la société CSR (Cidreries et Sopagly réunies) du groupe Eclor, branche boissons du groupe coopératif Agrial, dont le siège est à Caen (Normandie).

## Origine
(octobre 2020).

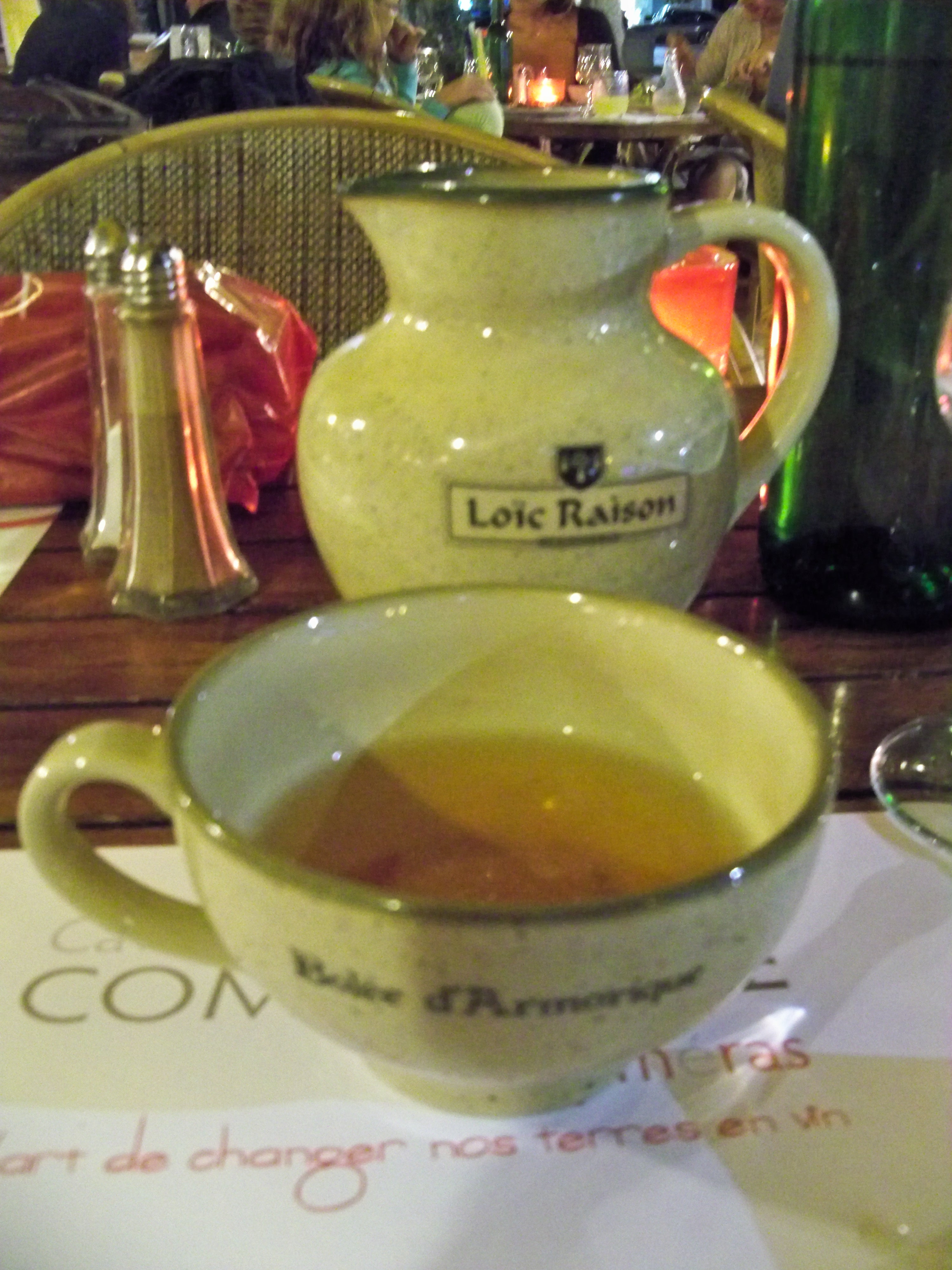
Bolée de cidre

Le cidre Loïc Raison est né en 1918, lorsque Louis Raison père, alors épicier ambulant, a acheté du cidre auprès des agriculteurs de sa région. Cinq ans plus tard, il commence à presser le cidre lui-même pour le compte de fermiers et pour ses proches. Le cidre est alors conditionné et livré aux épiceries, cafés et restaurants locaux. C'est en Ille-et-Vilaine, au sein de la ville de Domagné qu'il développe la cidrerie familiale Raison pour promouvoir le savoir-faire et le patrimoine bretons. 

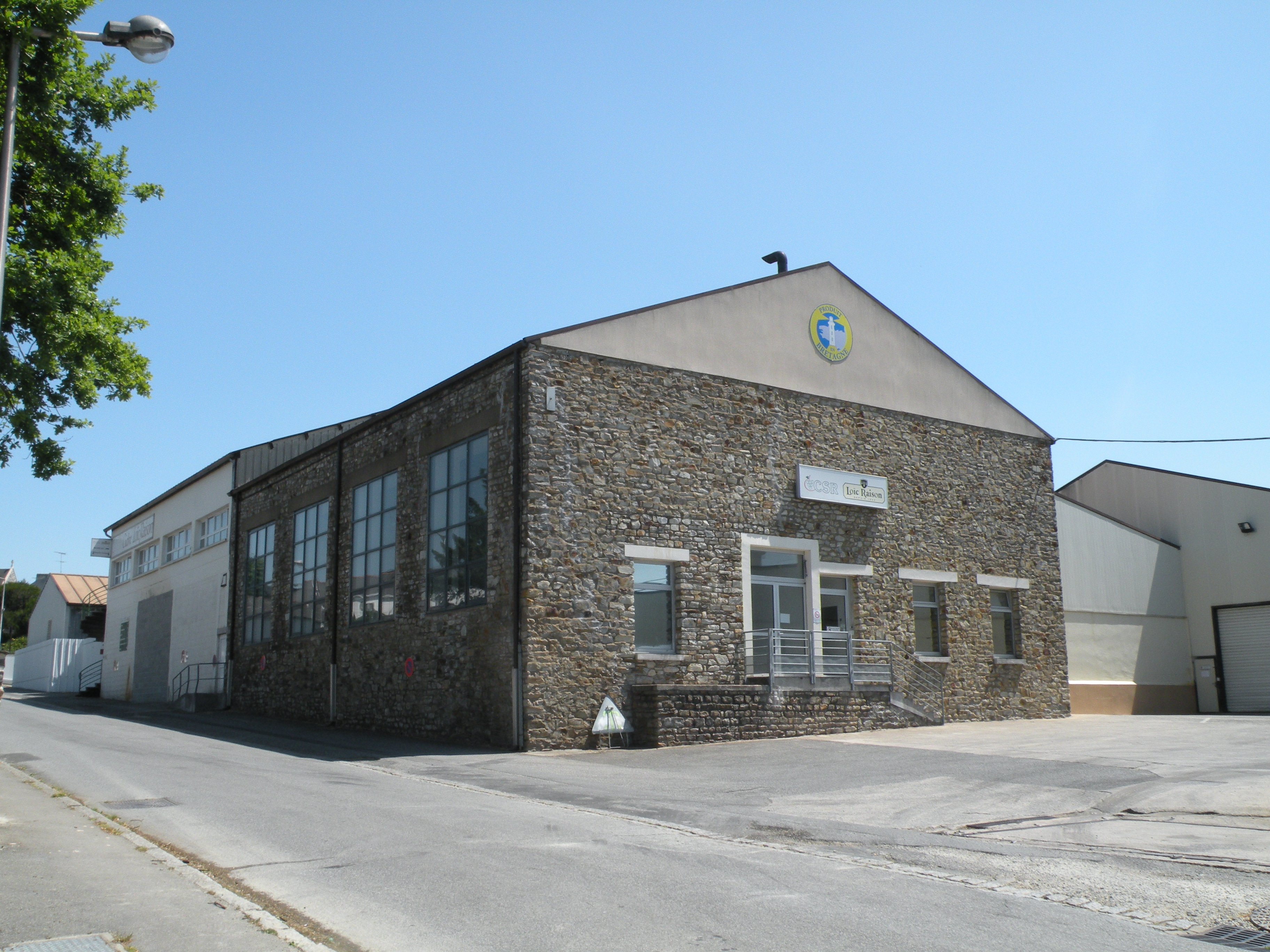
Cidrerie à Domagné

En 1929, il lance la première bouteille de cidre en verre. À partir de l'année 1934, Louis Raison (d) fils commence son apprentissage de maître-cidrier avec son père. 11 ans plus tard, il devient le responsable de l'affaire familiale. 
En 1949, les bouteilles de cidre sont dénommées « Doma » (abréviation de Domagné). Ce n'est qu'à partir des années 1960 que le cidre prend le nom de « Raison ». Dès lors, la marque développe ses points de vente et commence à s'exporter en dehors de la Bretagne, dans toute la France, puis en Europe. 
Le nom définitif « Loïc Raison » a été adopté en 1983, Loïc étant la version bretonne de Louis.
Le fondateur de la marque Louis Raison (d) décède en 2008, à l'âge de 88 ans.

## Principaux indicateurs

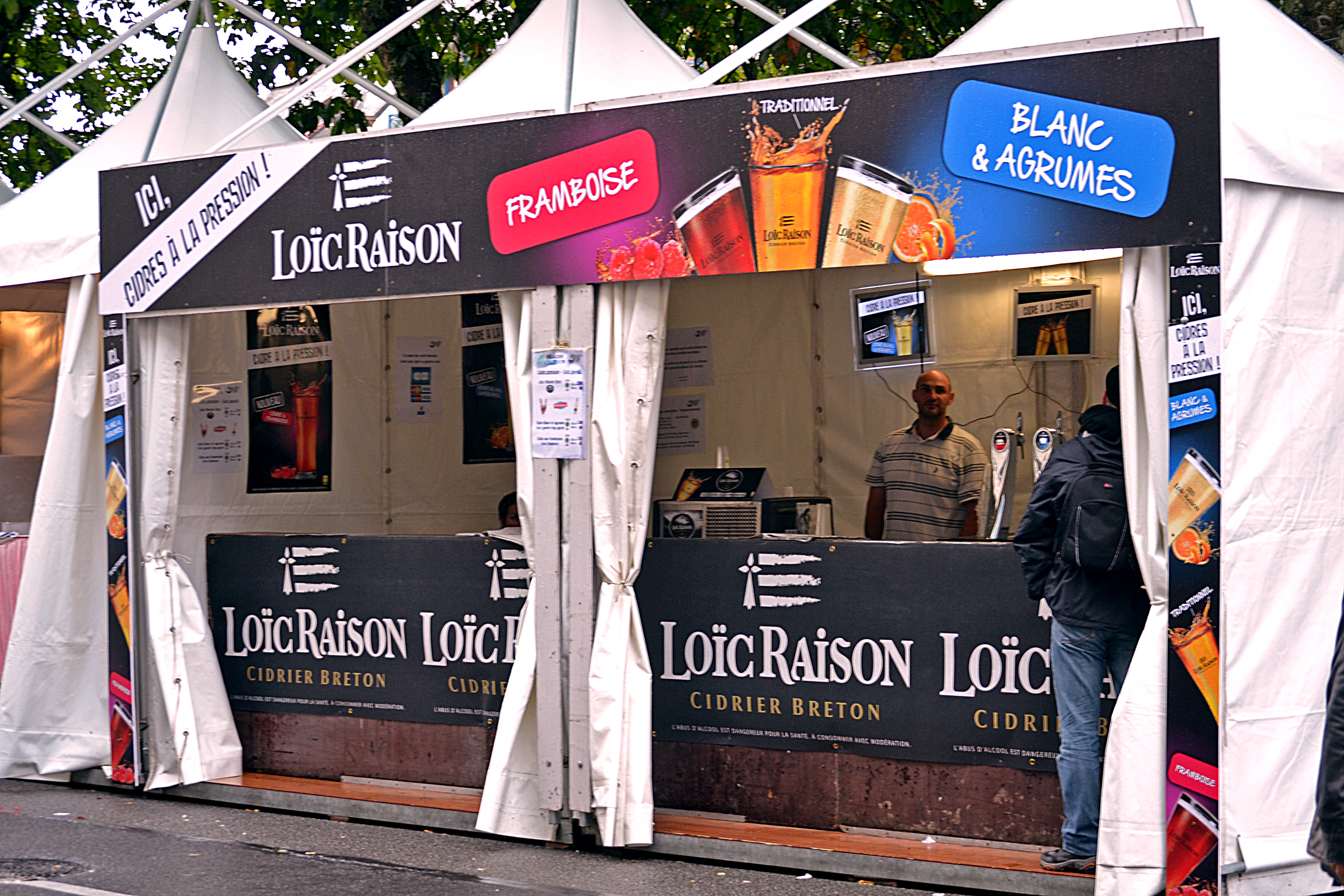
Stand sur les quais de l'Odet au festival de Cornouaille à Quimper.

Principaux indicateurs 2008 (source IRI) :
- 35 000 tonnes de pommes traitées
- 55 millions de litres vendus en grande distribution
- 30 millions de bouteilles produites
- Part de marché France : 22,4 %
- Part de marché Bretagne : 26,3 %

En 2023, la cidrerie de Domagné traite 130 000 tonnes de pommes et produit 32 millions de bouteilles par an. Le cidre est vendu à 46% en Bretagne mais aussi dans 10 pays étrangers.

## Gamme

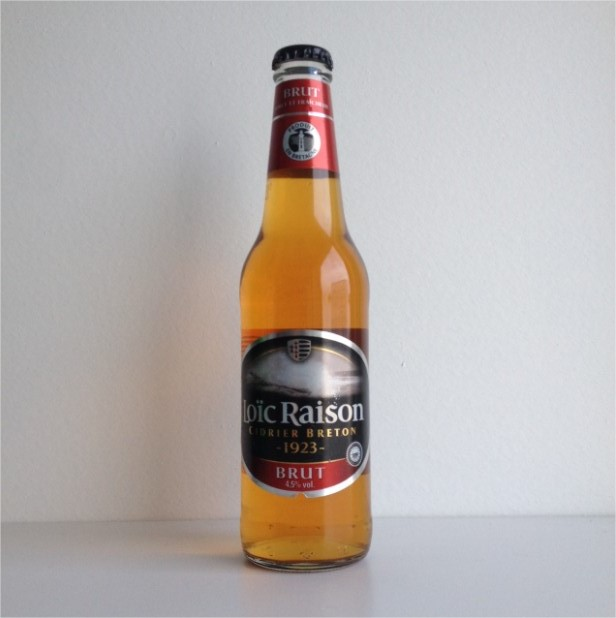
Cidre Brut

La gamme Loïc Raison est composée de 3 cidres iconiques : Loïc Raison Brut Intense, Loïc Raison Doux Fruité, Loïc Raison Traditionnel et de 3 cuvées collection : le Cidre de Dégustation, la Cuvée Réserve et le Cidre Rubis.  

## Récompenses
Les cidres Loïc Raison ont plusieurs fois été récompensés au Concours général agricole :
- En 2008 : Médaille d’argent pour Loïc Raison bouché IGP Doux [9]
- En 2009 : Médaille de bronze pour La Bolée du Père Raison Doux et médaille d’argent pour La Bolée d’Armorique Loïc Raison Brut [10]
- En 2011 : Médaille d’argent pour La Bolée d’Armorique Loïc Raison Traditionnel[11]

Les cidres Loïc Raison ont plusieurs fois été récompensés au World Cider Awards :
- En 2019 : Médaille d'Or pour le Cidre de Dégustation, la Cuvée Réserve et le Cidre Rubis.
- En 2019 : Médaille d'Argent pour Loïc Raison Brut Intense et Loïc Raison Doux Fruité